# Armstrong Whitworth Starling
Armstrong Whitworth A.W.14 Starling là một loại máy bay tiêm kích hai tầng cánh của Anh, do hãng Armstrong Whitworth chế tạo cho Không quân Hoàng gia trong thập niên 1920.

## Biến thể
Starling I
Starling II

## Quốc gia sử dụng
Anh Quốc

## Tính năng kỹ chiến thuật (Starling I)

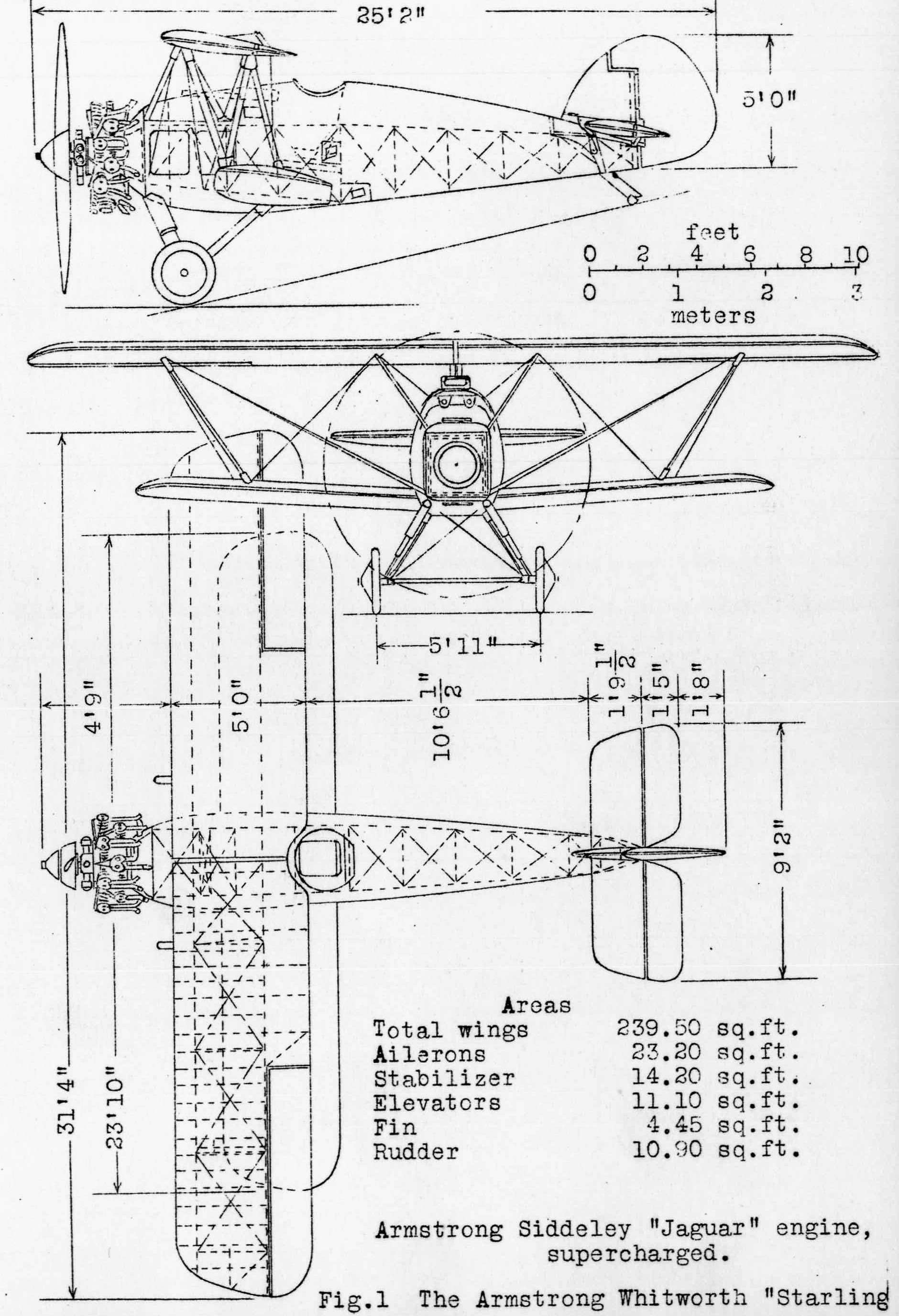
Ámtrong Whitworth Starling

Dữ liệu lấy từ The British Fighter since 1912 
Đặc điểm tổng quát
- Tổ lái: 1
- Chiều dài: 25 ft 2 in (7,67 m)
- Sải cánh: 31 ft 4 in (9,55 m)
- Chiều cao: 10 ft 6 in (3,20 m)
- Diện tích cánh: 246 ft² (22,9 m²)
- Trọng lượng rỗng: 2.060 lb [2] (936 kg)
- Trọng lượng có tải: 3.095 lb (1.407 kg)
- Động cơ: 1 × Armstrong Siddeley Jaguar V, 460 hp (343 kW)

 Hiệu suất bay 
- Vận tốc cực đại: 139 kn (160 mph, 258 km/h) trên độ cao 10.000 ft (3.050 m)

Trang bị vũ khí

- Súng: 2 × Súng máy Vickers 0.303 in (7,7 mm)